# Corethrella tigrina
Corethrella (Corethrella) tigrina – gatunek muchówki z rodziny Corethrellidae.
Gatunek ten został opisany w 2012 roku przez Arta Borkenta i Ulmara Grafe.
Muchówka o czole z dwiema dużymi szczecinkami między oczami. U samca czułki są jasne z ciemnobrązowym członem nasadowym biczyka, natomiast u samicy brązowe są także 3 ostatnie człony i wierzchołki członów biczyka od czwartego do dziesiątego. Tułów jest jasnobrązowy z ciemniejszym wzorem. Skrzydła cechuje obecność przepasek przedwierzchołkowych połączonych ciemnymi łuskami wzdłuż żyłek R4+5 i M, obecność pigmentowanych łusek na przedniej krawędzi, a u samicy też w rejonie przynasadowym. Przezmianki samca są jasne, samicy zaś brązowe. Oba końce wszystkich ud i goleni są ciemniej pigmentowane. Odwłok samca jest jasny z jasnobrązowymi segmentami ósmym i dziewiątym oraz brązowymi przepaskami przednimi na tergitach do siódmego włącznie i sternitach od trzeciego do szóstego. Odwłok samicy jest jasny lub jasnobrązowy z brązowymi: przednimi brzegami tergitów do siódmego włącznie, przednimi częściami sternitów od trzeciego do szóstego oraz segmentami ósmym i dziewiątym.
Owad znany wyłącznie z Borneo: z terenu Brunei i malezyjskiego stanu Sarawak. Zamieszkuje lasy torfowe i mieszane lasy dwuskrzydlowe na wysokości 30–220 m n.p.m..